# Selenops maranhensis
Espèce
Synonymes
- Selenops saprophilus Mello-Leitão, 1944
- Selenops montei Soares & Camargo, 1948
- Selenops tridentatus Mello-Leitão, 1949
- Selenops mazzai Birabén, 1953

Selenops maranhensis est une espèce d'araignées aranéomorphes de la famille des Selenopidae.

## Distribution
Cette espèce se rencontre au Brésil, au Paraguay, en Bolivie et en Argentine.

## Publication originale
- Mello-Leitão, 1918 : Drassoideas do Brasil. Archivos da Escola Superior de Agricultura e Medicina Veterinaria, vol. 2, p. 17-74.